# Taipei Arena
Die Taipei Arena (chinesisch 臺北小巨蛋) ist eine Mehrzweckhalle im zentralen Bezirk Songshan in der taiwanischen Hauptstadt Taipeh.

## Geschichte

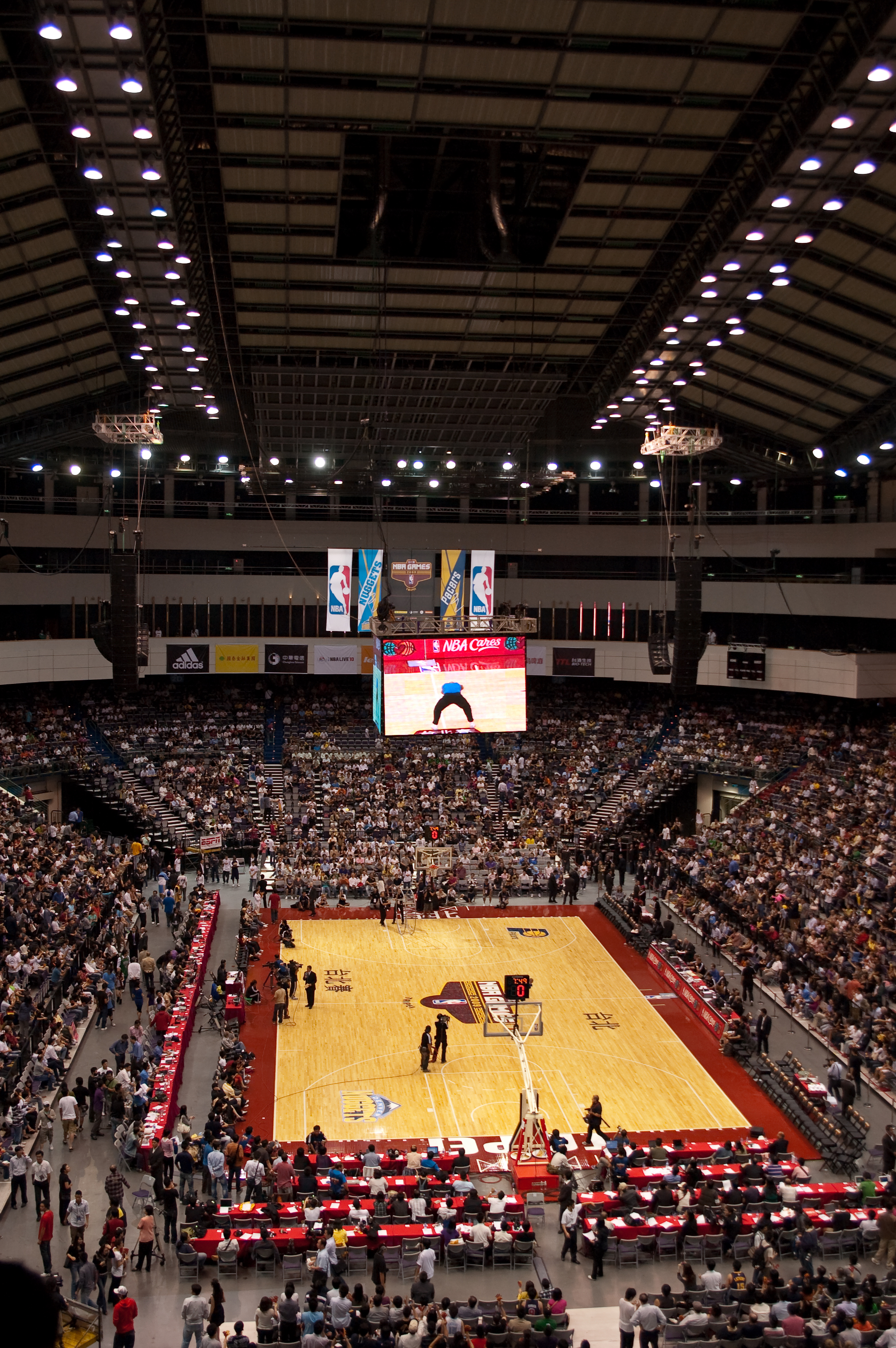
Spiel der Preseason der National Basketball Association (NBA) am 8. Oktober 2009 zwischen den Indiana Pacers und den Denver Nuggets

Das Gelände war ursprünglich Standort des Taipei-Baseball-Stadions (1959 bis 2000) in Nachbarschaft des Taipei Municipal Stadium. Am 12. November 2001 war der Baubeginn der neuen Arena und die Fertigstellung fand am 27. Juli 2005 statt. Am 1. Dezember des Jahres wurde die Arena eröffnet. 2006 entstand eine LED-Medienfassade, die zu den größten der Welt gehört. Zu den internationalen gastierenden Künstlern zählen u. a. Madonna, Bob Dylan, Justin Bieber, Backstreet Boys, Céline Dion oder Ariana Grande.
Die Arena wurde als Austragungsort der Eiskunstlauf-Juniorenweltmeisterschaften 2024 vom 26. Februar bis zum 3. März ausgewählt.

## Hallen
In der Taipei Arena finden Sportveranstaltungen wie Tennis, Basketball, Boxen oder Badminton statt. Hierfür stehen maximal 15.000 Sitzplätze zur Verfügung. Bei Konzerten und Shows können je nach Bühnengröße 7000 bis 13.000 Sitzplätze zur Verfügung stehen. Neben der Haupthalle ist die Eissporthalle Taipei Arena Ice Land vorhanden. Sie ist die einzige Eissporthalle in Taiwan, die den Anforderungen des Eishockeyweltverbandes IIHF entspricht und fasst 400 bis maximal 800 Zuschauer. Sie dient u. a. für Eishockey und den Publikumseislauf mit einer 60 × 30 m großen Eisfläche. Sie war Austragungsort mehrerer internationaler Eishockeyturniere.